# Laboratori nazionali di Legnaro
I Laboratori Nazionali di Legnaro (sigla: LNL) sono uno dei quattro centri di ricerca italiani dell'Istituto Nazionale di Fisica Nucleare (INFN). I laboratori sono situati a ovest di Legnaro, vicino a Padova, con la ricerca che si concentra sullo studio e applicazione della fisica nucleare, fisica delle particelle, fisica astroparticellare e tecnologia dell'accelerazione.
L'ente dispone di un bilancio di circa 20 milioni di euro l'anno e di circa 145 dipendenti a tempo indeterminato. In media, ogni giorno lavorano ai progetti di ricerca circa 250 persone, molte delle quali provenienti da università vicine o da altri istituti di ricerca.

## Storia

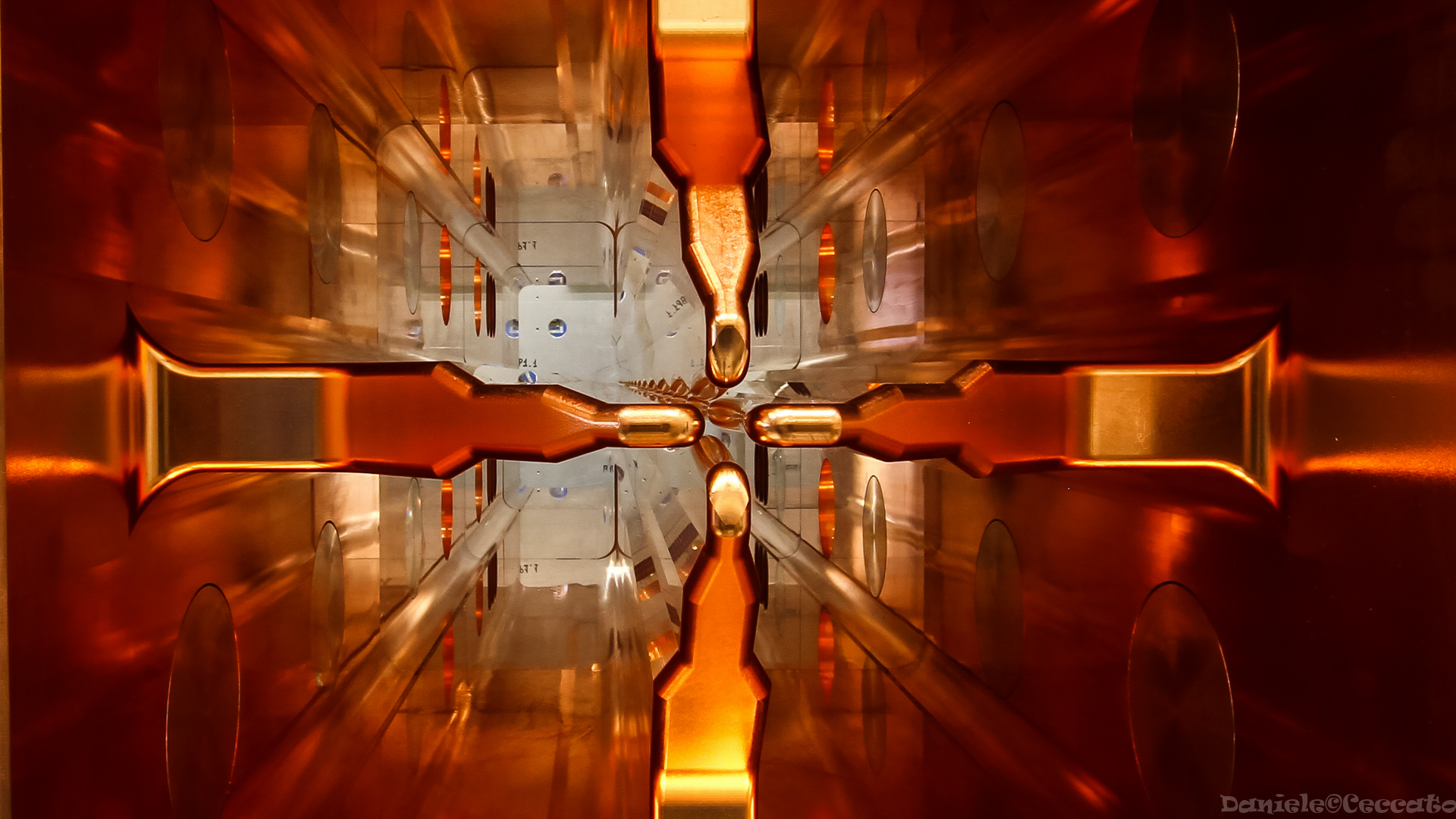
Cavità risonante a superconduttore (RFQ) presso i Laboratori Nazionali di Legnaro

I laboratori sono stati fondati, sotto impulso di Claudio Villi e Antonio Rostagni, nel 1960 dall'Università di Padova, che inizialmente disponeva di un acceleratore elettrostatico con una tensione massima di 7 MV.
Più tardi vennero acquistati altri due acceleratori elettrostatici AN 2000 (2.2 MV) e la XTU Tandem (16 MV).
Nel 1990 venne assemblato un post-acceleratore superconduttore ALPI in aggiunta al Tandem, a cui dopo la sua attivazione, si è aggiunto un nuovo iniettore chiamato PIAVE, per utilizzare gli ioni che non possono essere accelerati con il Tandem.
In ultimo, è stato realizzato un acceleratore per la generazione di fasci di ioni radioattivi nell'ambito del progetto SPES (Selective Production of Exotic Species), dedicato alla ricerca di base in fisica nucleare e astrofisica, così come per applicazioni interdisciplinari che vanno dalla produzione di radionuclidi di interesse medico per la generazione di neutroni per gli studi di materiali, tecnologie nucleari e della medicina.
Attualmente i Laboratori di Legnaro sono diretti dalla Dr.ssa Fabiana Gramegna, in carico dal 1 Gennaio 2020.

## Acceleratori
- CN - 7 MV
- AN 2000
- Tandem-XTU
- ALPI - Acceleratore Lineare per Ioni
- iniettore PIAVE
- Ciclotrone SPES (in funzione dal 2018)

## AURIGA

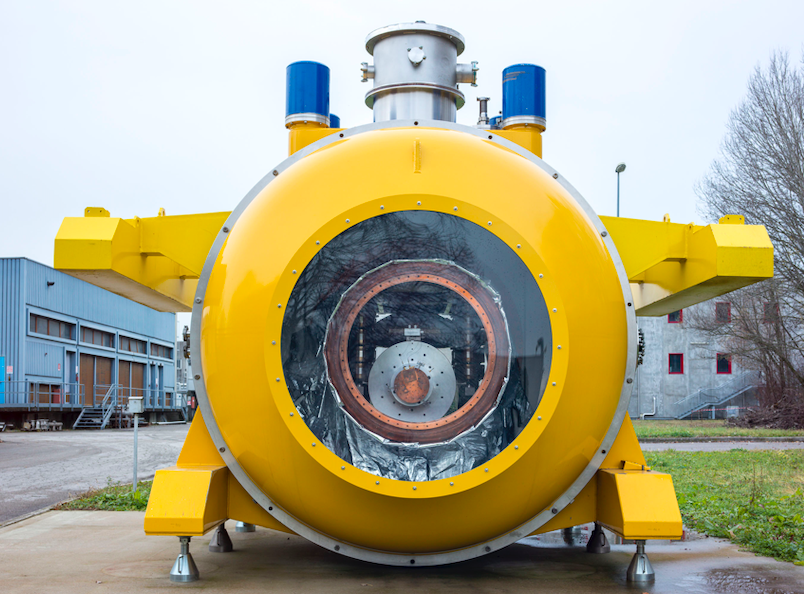
Antenna Gravitazionale Auriga dismessa, esposta presso i Laboratori Nazionali di Legnaro. Foto del lato sezionato.

AURIGA (Antenna Ultracriogenica Risonante per l'Indagine Gravitazionale Astronomica) è un rivelatore di onde gravitazionali situato presso i Laboratori Nazionali di Legnaro, usato per la ricerca sulle onde gravitazionali e sulla gravità quantistica.
Questo esperimento è stato smantellato nel 2021 dopo alcuni anni di inattività e l'antenna è attualmente esposta all'interno dei laboratori.

## SPES
SPES (Selective Production of Exotic Species) è attualmente il principale progetto in fase di sviluppo presso il laboratorio. Gli obiettivi principali del progetto sono la realizzazione di una facility per la produzione di specie esotiche, grazie all'utilizzo di acceleratori di particelle, finalizzati a studi sia di fisica nucleare, sia di fisica applicata. Grazie alla produzione di fasci radioattivi (fasci esotici) con il metodo ISOL, il progetto si pone come obiettivo lo studio della stabilità e dell'evoluzione della materia in condizioni estreme, lo studio di processi dell'evoluzione stellare, ma anche studi per l'impiego di radionuclidi per applicazioni medicali e oncologiche, ed infine lo studio e la realizzazione di sorgenti di neutroni.
La prima fase di questo progetto è legata all'installazione di un nuovo ciclotrone presso i Laboratori Nazionali di Legnaro, avvenuta con successo nel 2018, che servirà ad accelerare il fascio primario, ovvero un fascio di protoni con energia compresa tra 35-70 MeV e corrente massima di 750 μA. Il fascio primario sarà poi fatto collidere con dei bersagli di diversa natura (principalmente UCx) al fine di poter produrre dei fasci esotici secondari. La produzione di questi fasci avverrà nella zona denominata Target Ion Source Complex che sarà seguita da un sistema di separazione in massa in alta risoluzione dei prodotti e da un sistema di pre accelerazione del fascio secondario del tipo Radio Frequency Quadrupole (RFQ). È prevista una sala per le analisi ed esperimenti con fasci secondari non accelerati denominata Low Energy R.I.B., mentre i fasci secondari accelerati tramite RFQ potranno essere accelerati dal pre-esistente acceleratore superconduttivo ALPI e finalmente convogliati nelle sale sperimentali del complesso Tandem-ALPI-Piave per l'analisi tramite la strumentazione scientifica pre-esistente e descritta nella sezione dedicata al complesso Tandem-ALPI-PIAVE.

## Tandem-ALPI-Piave

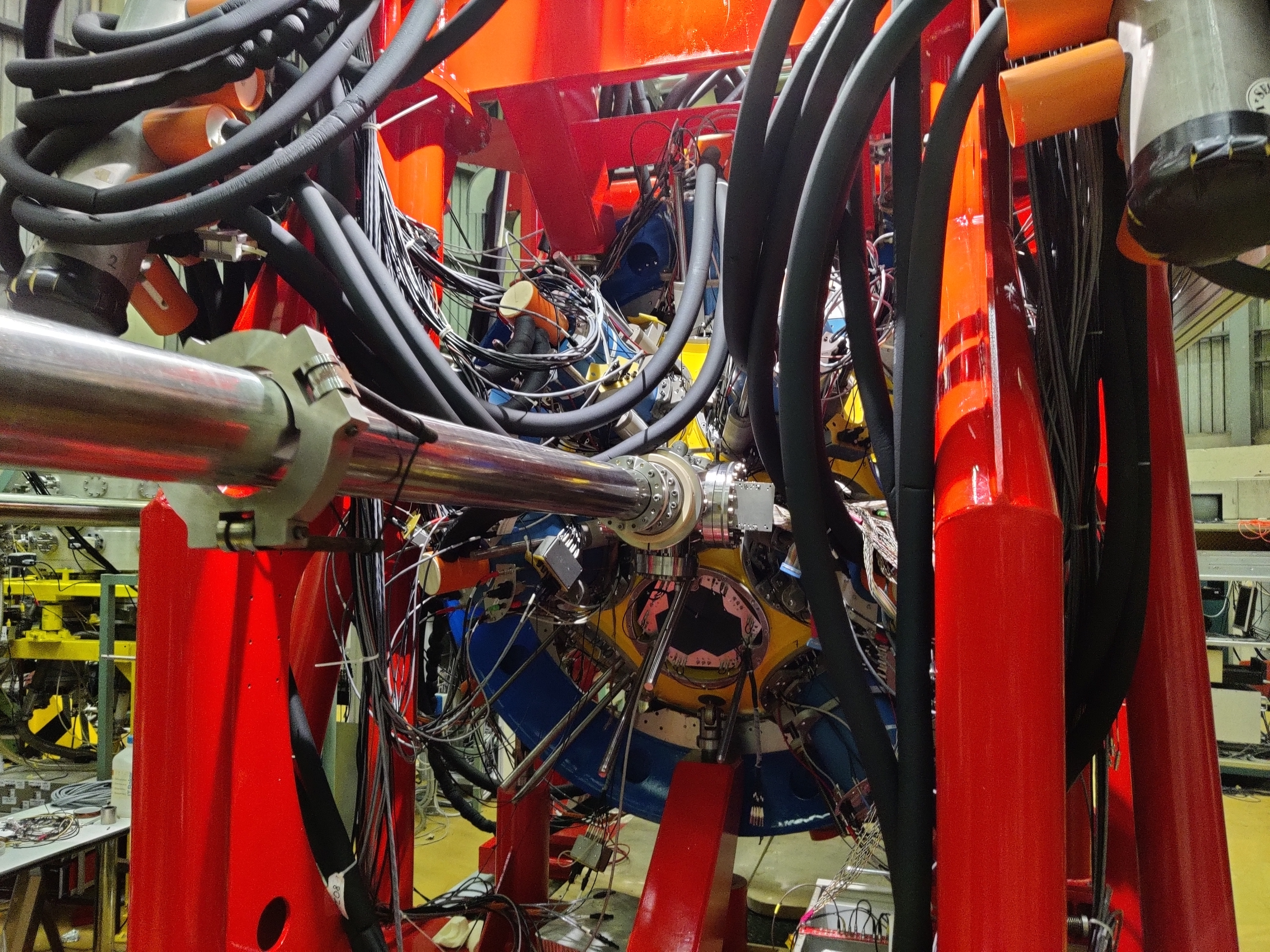
Sistema di alloggiamento e raffreddamento dei rivelatori al germanio iper-puro del sistema GALILEO, presso la sala sperimentale 2, complesso Tandem ALPI Piave, Laboratori Nazionali di Legnaro.

Il complesso Tandem-ALPI-PIAVE è attualmente il complesso più esteso presente nei laboratori e comprende l'insieme di questi tre acceleratori, una sala di controllo comune, una sala di acquisizione dati e tre sale sperimentali dove sono presenti diverse apparecchiature scientifiche finalizzate alla realizzazione degli esperimenti scientifici. Le tre sale sperimentali contengono diverse linee di fascio (beamline) provenienti dai tre acceleratori e permettono quindi ad un esperimento (ovvero ad una apparecchiatura scientifica installata in una delle sale sperimentali) di poter fruire del fascio accelerato da uno o più di questi acceleratori. Grazie ai lavori in corso, le sale sperimentali potranno ricevere il fascio generato anche dal complesso SPES, rendendo quindi possibile analizzare fasci esotici con tutte le strumentazioni installate. Ad oggi, i tre acceleratori sono utilizzabili in combinazione tra loro o separatamente, permettendo un'ampia versatilità sia della tipologia di fascio accelerato, sia della sua energia. Questo consente un'ampia flessibilità sulle tipologie di fasci accelerati utilizzabili, che a sua volta permette un'ampia scelta di esperimenti che possono essere condotti. Sono attivi esperimenti di fisica nucleare di base e anche fisica applicata ed interdisciplinare: del primo settore, particolare rilievo ha la spettroscopia gamma, attraverso esperimenti come EUROBALL, CLARA e AGATA, sviluppati e curati con collaborazioni europee. In particolare, il sistema AGATA (Advanced Gamma Tracking Array, esperimento europeo di tracciamento gamma) dal 2022 verrà spostato presso la sala sperimentale 1 del complesso Tandem-Alpi-Piave e inizierà qui una nuova serie di prese dati. Di particolare interesse anche gli esperimenti GARFIELD, PRISMA (spettrometro magnetico per ioni pesanti in grado di ricostruire traiettorie), GALILEO(sistema di rivelazione di raggi gamma tramite rilevatori a germanio iperpuro, espandibile anche per l'installazione di array di rivelatori come scintillatori) e EXOTIC (studio della produzione di fasci esotici leggeri). Esperimenti di fisica interdisciplinare attualmente attivi sono SIRAD (per lo studio del danneggiamento di semiconduttori esposti a radiazioni), STARTRACK (studi di dosimetria e radioprotezione), RADIOBIOLOGY (studi di irraggiamento di tessuti in-vitro). Negli ultimi anni, gli esperimenti che hanno beneficiato di maggiori ore di fascio sono stati GALIEO e PRISMA. Nei prossimi anni è prevedibile che l'installazione del sistema europeo AGATA con PRISMA, combinata con l'accensione di SPES, focalizzerà in questi due esperimenti gli sforzi scientifici dei laboratori.

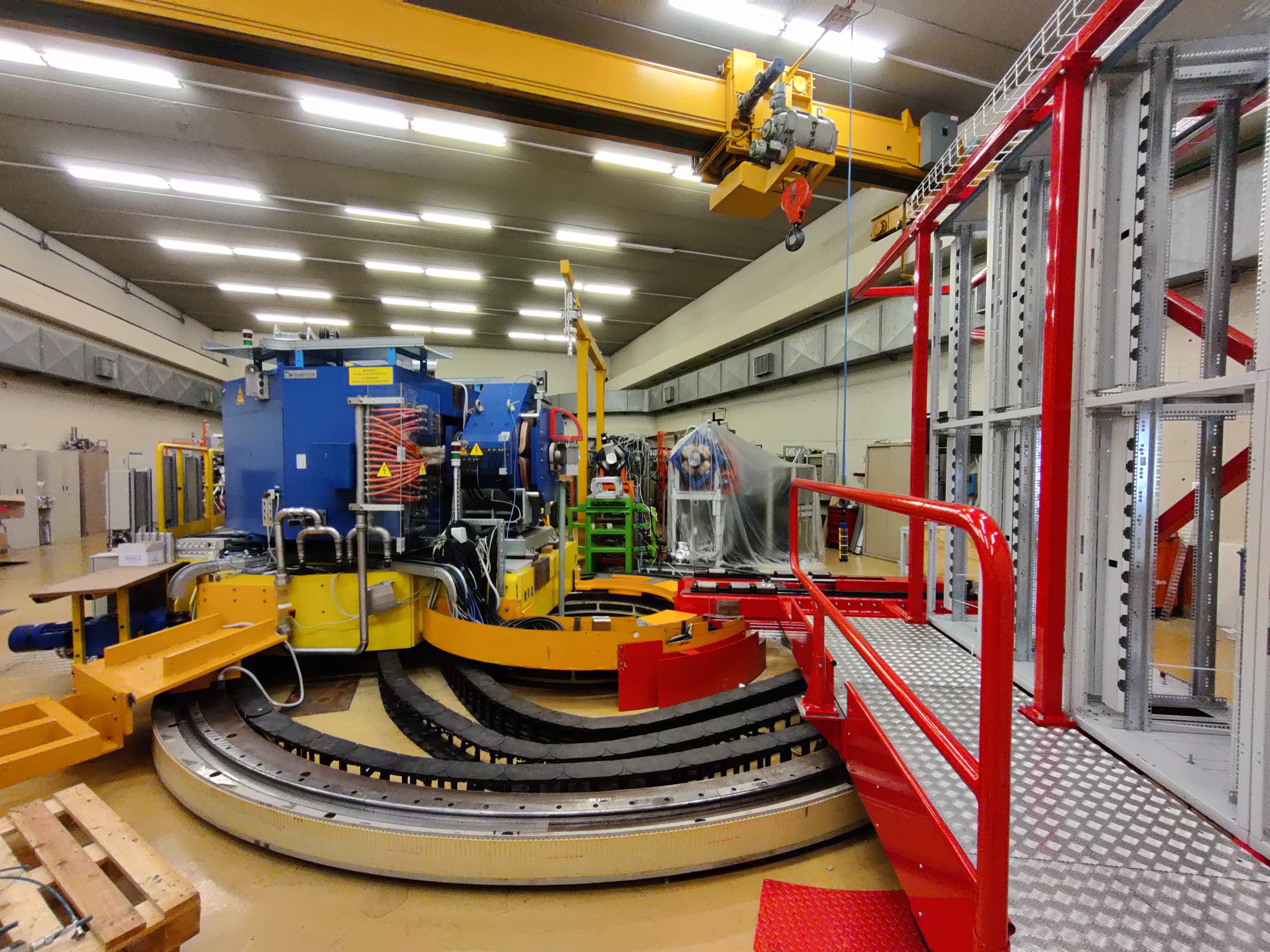
Vista dell'esperimento Prisma presso la sala sperimentale 1 del complesso Tandem-ALPI-PIAVE nei Laboratori Nazionali di Legnaro. Sulla destra, installazione in corso dei sistemi per il posizionamento del sistema AGATA.

L'acceleratore Tandem-XTU è un acceleratore di tipo Van de Graaff a doppio stadio in grado di raggiungere una tensione di terminale positiva di oltre 14.5 MV. Installato nella metà degli anni ottanta, è stato il terzo acceleratore elettrostatico dei laboratori, dopo CN e AN2000, ma presenta un funzionamento differente dai precedenti. Essendo un acceleratore a doppio stadio, il terminale in alta tensione è posto al centro della tank dell'acceleratore e prevede l'utilizzo di un sistema di stripper finalizzato al cambio di carica degli ioni accelerati nel centro dell'acceleratore. In particolare, il fascio di ioni è inizialmente generato da una sorgente esterna all’acceleratore e presenta una carica debolmente positiva. Prima di iniettare gli ioni nell'acceleratore, essi devono essere resi carichi negativamente: questo avviene grazie all'interazione tra ioni e gas di cesio che permette la donazione di elettroni alle specie estratte dalla sorgente per affinità elettronica. Solo a questo punto avviene l'iniezione del fascio nell'acceleratore Tandem, attraverso il terminale di bassa energia, posto a massa: data la carica negativa del fascio e il terminale posto ad una tensione positiva, gli ioni sono attratti (ovvero accelerati) verso il terminale, posto al centro della tank. Raggiungendo il terminale gli ioni acquistano energia, ed una volta raggiunto il terminale il fascio di ioni attraversa uno stripper, ovvero un sistema di fogli di carbonio molto sottili, al fine di indurre la cattura di elettroni dalla specie accelerata e il suo conseguente cambio di carica. Grazie a questo sistema, il fascio ora è composto da ioni positivi, i quali saranno respinti dal terminale in alta tensione e accelerati ulteriormente verso il terminale ad alta energia posto anch'esso a massa. Gli ioni così formati possono avere cariche anche molto maggiori all'unità e pertanto l'energia del fascio all'uscita dell'acceleratore può eccedere i 14.5 MeV, a seconda dello stato di carica della specie accelerata. 

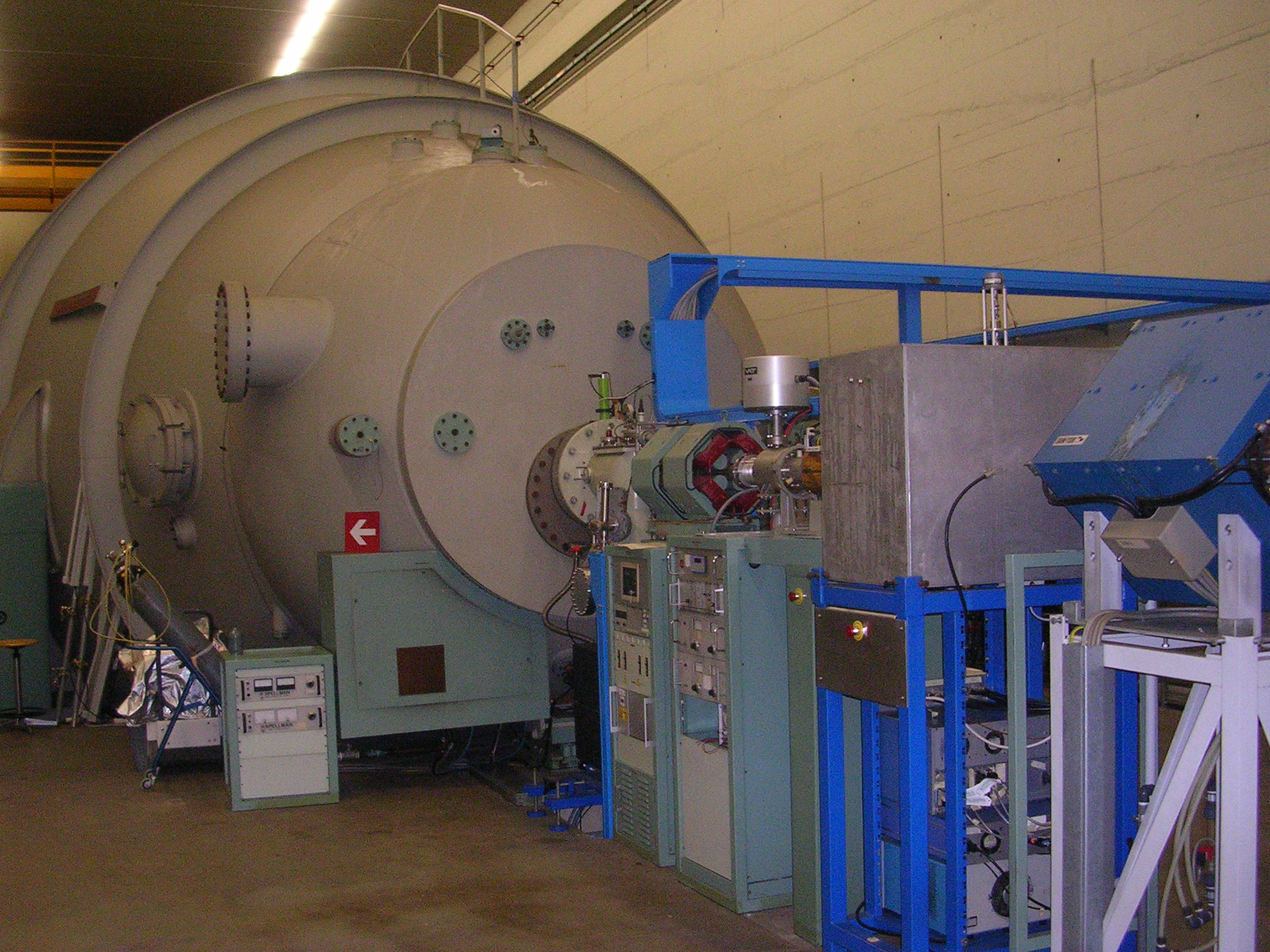
Acceleratore XTU Tandem presso i Laboratori Nazionali di Legnaro

Una volta accelerato, il fascio di ioni attraversa un magnete di analisi, utilizzato per selezionare il rapporto carica/massa degli ioni, quindi può essere focalizzato o sfocalizzato attraverso dei quadrupoli magnetici al fine di poter essere trasportato attraverso linee di fascio. Il fascio può essere indirizzato alternativamente, o verso le sale sperimentali (e quindi direttamente verso i targhet contro i quali gli ioni saranno fatti scontrare o saranno analizzati dalle apparecchiature scientifiche), oppure potrà essere indirizzato verso l'acceleratore ALPI, che potrà ri-accelerare nuovamente il fascio per poi essere reindirizzato alle sale sperimentali. Questo in genere avviene se l'energia degli ioni richiesta per un determinato esperimento non sia raggiungibile con la sola accelerazione dell'acceleratore Tandem. Grazie all'acceleratore Tandem, possono essere accelerati ioni da protoni all' 197Au, anche se all'aumentare della massa dello ione, gli stripper di carbonio sono sempre di più sollecitati e devono essere sostituiti molto spesso. 
ALPI (acronimo di “Acceleratore Lineare Per Ioni”) è un acceleratore lineare (LINAC) interamente progettato tecnologi e ricercatori dei laboratori di Legnaro ed è entrato in funzione nella prima metà degli anni novanta. Esso è un acceleratore lineare a cavità accelerati che operano in regime di superconduttività. Si estende per una lunghezza di 67m, dove le cavità sono divise in due rami collegati da loro, che danno una forma ad U dell'acceleratore. L'acceleratore è composto da un sistema di criostati che, attraverso un complesso sistema composto da scudi termici, vuoto spinto e compressori per attuare un ciclo frigorifero con elio liquido, permettono di raffreddare le pareti interne delle cavità a temperature criogeniche tramite l'uso di elio liquido. Questo è necessario per poter portare le pareti interne delle cavità (costituite da Niobio) sotto la loro temperatura critica (9.2K ovvero -264 °C circa), ovvero in regime di superconduttività, e quindi in un regime in grado di sostenere all'interno delle cavità dei campi elettromagnetici molto sostenuti necessari per l'accelerazione degli ioni. I campi acceleranti all'interno delle cavità sono dell'ordine di 5 MV/m. Le 93 cavità accelerati usate in questo acceleratore sono del tipo QWR (Quarter Wave Resonator) e funzionano ad una frequenza di risonanza di 80 MHz per la prima sezione (24 QWR) e di 160 MHz per la seconda (48 QWR) e terza sezione (21QWR). Grazie ad esse, questo acceleratore è in grado di accelerare fasci da 6 fino a 20 MeV/amu. Il fascio di ioni accelerati da ALPI può provenire dall'acceleratore Tandem o dall'acceleratore PIAVE, attraverso una serie di linee di fascio caratterizzati da dipoli e lenti quadrupolari magnetiche per il trasporto del fascio e di bunchers per adattare il fascio. Data la costruzione del nuovo complesso SPES e quindi di un nuovo ciclotrone, è stata costruita una linea che connette il complesso SPES al complesso Tandem-ALPI-PIAVE che permetterà all'acceleratore ALPI di ricevere fasci di ioni dal complesso SPES, e quindi di poter accelerare i fasci da esso prodotto.
PIAVE è un acceleratore lineare utilizzato solo come iniettore per l'acceleratore ALPI, basato anch'esso su cavità acceleranti superconduttive e interamente progettato dai laboratori nazionali di Legnaro. È operativo dal 2004 ed è utilizzato come iniettore alternativo all'acceleratore Tandem, ovvero viene usato per accelerare specie non facilmente ottenibili con l'acceleratore Tandem. Gli ioni sono generati da una sorgente del tipo ECR (Electron Cyclotron Resonance) in grado di produrre ioni ad alto stato di carica già all'origine. La sorgente ECR è posizionata all'interno di una piattaforma in alta tensione che può operare fino a 400kV, in modo che gli ioni in esso generati possano uscire già parzialmente accelerati. Dopo questa fase di generazione del fascio, gli ioni sono accelerati nuovamente tramite due quadrupoli (SRFQ superconducting Radio-Frequency Quadrupoles) e 8 cavità acceleranti QWR (simili a quelle di ALPI), in modo da raggiungere l'energia minima necessaria per essere iniettati in ALPI. Grazie a questo acceleratore-iniettore sono stati generati fasci di O, Ne, Ar, Kr, Xe, ma anche fasci di ioni pesanti derivati da Sn, Ca, Mo, Pb. Dal 2015 al 2017 PIAVE è stato oggetto di un intervento di manutenzione e miglioramento volto a sostituire parti usurate, aumentare il campo accelerante e permette l'accelerazione di ioni pesanti, come l'Uranio.

## AN2000 e CN

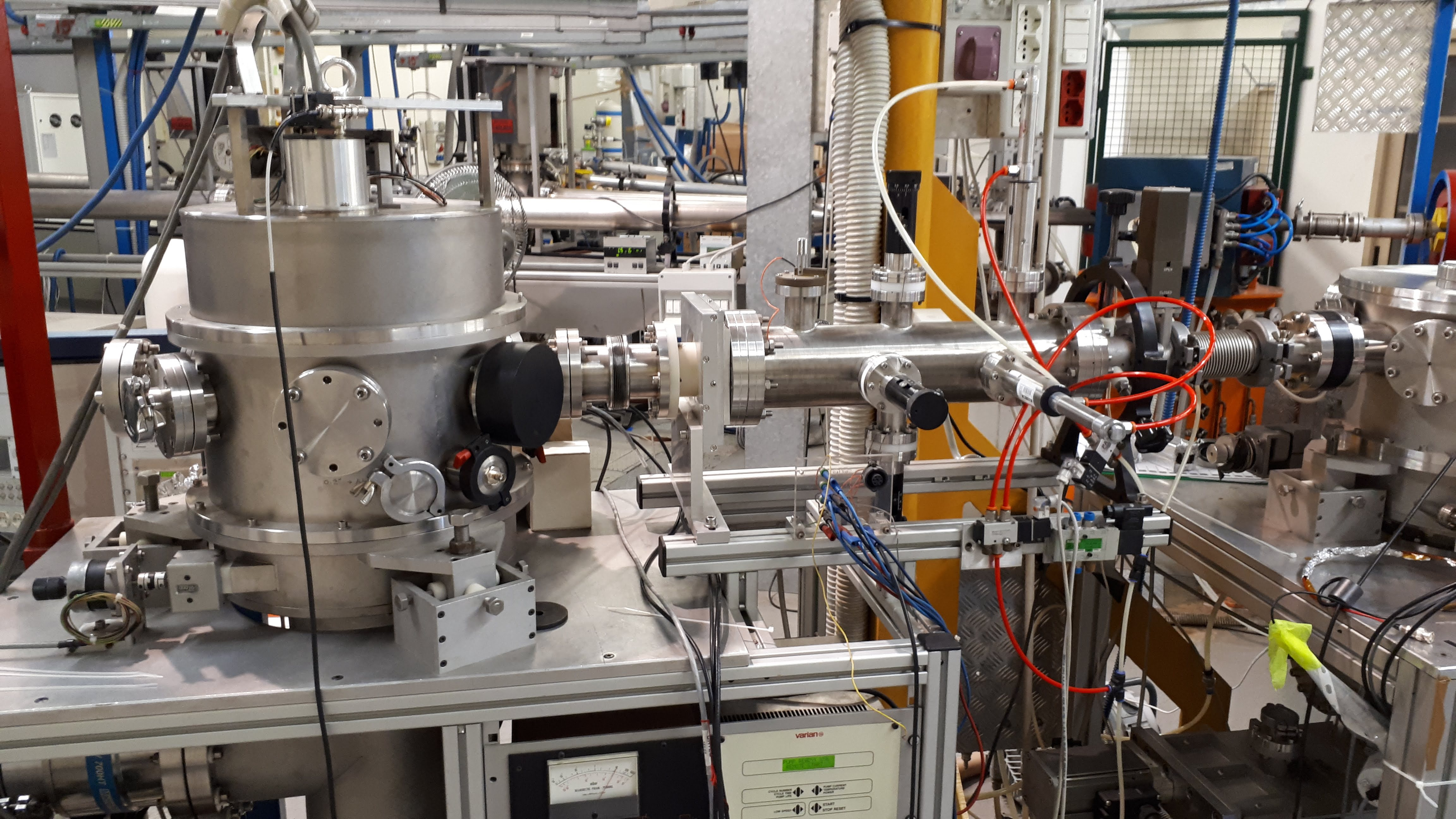
Camera di misura per ion-beam analysis presso acceleratore AN2000 presso i Laboratori Nazionali di Legnaro. Camera del gruppo di Fisica della Materia sperimentale dell'Università di Padova.

Gli acceleratori AN2000 e CN sono due acceleratori di tipo Van de Graaff a singolo stadio installati presso i Laboratori Nazionali di Legnaro. Le due macchine acceleratrici sono di proprietà dell'Università degli Studi di Padova ma il loro funzionamento, gestione e manutenzione è regolato da un accordo tra i Laboratori di Legnaro INFN e l'Università. 

L'acceleratore CN è l'acceleratore più datato dei laboratori, installato nel 1961 come primo acceleratore dei laboratori, può raggiungere i 7 MV (oggi limitato a 5.5 MV) ed è installato verticalmente, dentro ad una torre dedicata. Alto più di 7m, è composto da una tank che contiene il gas di schermatura (N2+SF6) con proprietà isolanti, mantenuto alla pressione di 12-14 bar. Con questo acceleratore si accelerano principalmente fasci di protoni, elio (singolo o doppio carichi) e deuterio utili a compiere esperimenti di fisica applicata e anche di fisica di base. Nel primo caso, diversi esperimenti sono dedicati alla scienza dei materiali, alla radiobiologia, allo studio del danneggiamento da radiazioni, alla dosimetria e più in generale allo studio dell'iterazione radiazione-materia. Questo acceleratore è ancora di interesse per la fisica di base poiché si possono compiere studi di sezioni d’urto e studi di funzioni di eccitazione per canali di reazione nucleari ancora poco investigati e di interesse scientifico, così come studi di spettrometria neutronica e gamma. Inoltre, grazie a delle installazioni recentemente compiute, è possibile generare fasci di neutroni secondari di media intensità (dell'ordine di 109 -1010 s-1) grazie alla generazione da un fascio di protoni pulsato dall'acceleratore CN fatto incidere in una stazione dedicata per la generazione di neutroni. Sono così possibili esperimenti sui tempi di volo di neutroni.

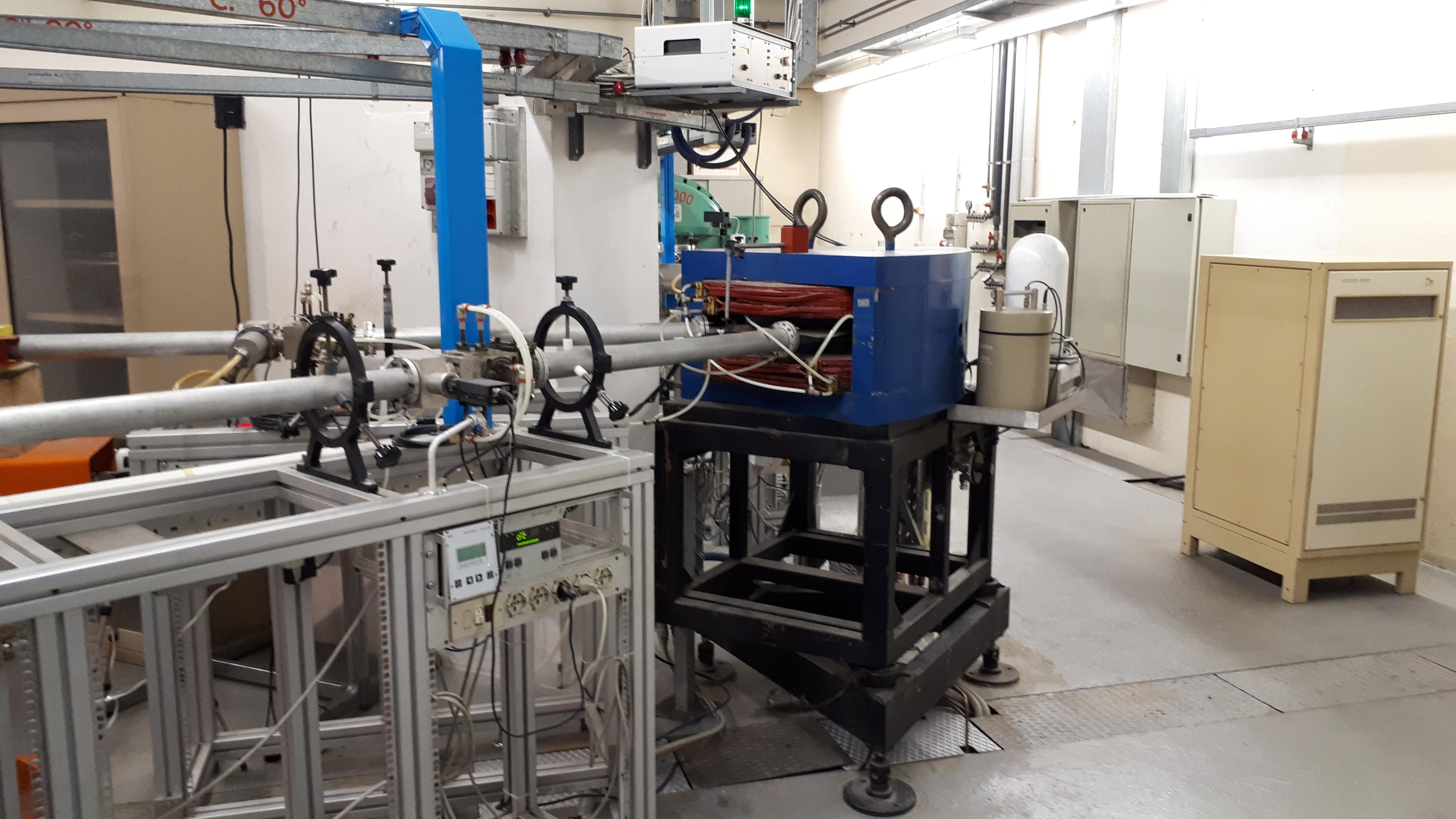
Magnete di analisi dell'acceleratore AN2000

L'acceleratore AN2000 è un acceleratore in grado di produrre fasci di elio e idrogeno sfruttando un potenziale di accelerazione fino a 2.2 MV. Dato il suo range di energia, esso è principalmente usato per esperimenti al di sotto della barriera coulombiana, o per reazioni nucleari di elementi leggeri negli strati superficiali della materia. Nella sala sperimentale sono installate diverse linee di fascio dedicate ad esperimenti per fisica applicata e fisica della materia. L’analisi di materiali con fasci ionici è la principale attività svolta con questo acceleratore, permettendo la rilevazione della composizione chimica e i profili di distribuzione di vari elementi che lo compongono, a varie profondità. Applicazioni ai beni culturali, all’archeologia, e all'analisi di contaminanti per la datazione dei reperti (campioni solidi) o per studi su carotaggi di ghiacci sono stati condotti grazie a questo acceleratore. Inoltre, nel campo della fisica dell’ambiente, è stato determinato con grande precisione il livello di contaminazione e di inquinamento di aria ed acqua. A rendere unico questo acceleratore è l'installazione della linea del micro fascio (microbeam), in grado di realizzare un pennello di fascio di ioni delle dimensioni di appena qualche micrometro di larghezza trasversale. Grazie a questa strumentazione è quindi possibile utilizzare il fascio come una sonda ionica molto piccola per un'analisi estremamente localizzata di un campione, oppure si può usare il micro fascio per andare a modificare delle caratteristiche superficiali dei materiali con una particolare precisione laterale. Sono inoltre presenti nelle linee di fascio sistemi di misura e di movimentazione molto precise ed accurate dedicate a studi di channelling tra materiali cristallini e fasci ionici: essi permettono lo studio avanzato della materia e dell'interazione ioni-materia in condizioni di particolari allineamenti tra i fasci ionici e i materiali cristallini in fase di analisi.